# Fegimanra acuminatissima
Fegimanra acuminatissima är en sumakväxtart som beskrevs av Ronald William John Keay. Fegimanra acuminatissima ingår i släktet Fegimanra och familjen sumakväxter. Inga underarter finns listade i Catalogue of Life.